# Ли Х
Ли Х (кин: 李賀, 790 — 816) је био кинески песник Касне династије Танг. Око 240 његових песама су сачуване.
Рођен у породици које је била у даљем сродству са краљевском кућом. Опседнут светом духова и мртвих, најчешћа тема његове поезије је пролазност живота.